# Gołymin-Ośrodek (village)
Pour les articles homonymes, voir Gołymin-Ośrodek.
Gołymin-Ośrodek (prononciation : [ɡɔˈwɨmin ɔˈɕrɔdɛk]) est un village polonais de la gmina de Gołymin-Ośrodek dans le powiat de Ciechanów de la voïvodie de Mazovie dans le centre-est de la Pologne.
Il est le siège administratif de la gmina (district administratif) appelée gmina de Gołymin-Ośrodek.
Il se situe à environ 18 kilomètres à l'est de Ciechanów (siège du powiat) et à 67 kilomètres au nord de Varsovie (capitale de la Pologne).
Le village possède approximativement une population de 700 habitants en 2006.

## Histoire
De 1975 à 1998, le village appartenait administrativement à la voïvodie de Ciechanów.